# Хотянов, Борис Исаевич
Борис Исаевич Хотя́нов (Берка Шаевич) (1918—1979) — советский театральный актёр. Заслуженный артист Карельской АССР (1956). Заслуженный артист РСФСР (1959). Народный артист Карельской АССР (1968).

## Биография
После окончания в 1939 году Ленинградского Центрального театрального училища (курс профессора Л. Ф. Макарьева) работал в Ленинградском государственном театре юных зрителей (1935—1939), Драматическом театре Северного Флота (1939—1951).
Участник Великой Отечественной войны.
В 1951—1979 годах — ведущий актёр Карельского государственного театра русской драмы в Петрозаводске.
Постановщик телеспектакля «Мы — молодая гвардия» по мотивам романа А.Фадеева (1967, совместно с Ю. С. Гришмановским).
В 1964—1980 годах — председатель Карельского отделения Всероссийского театрального общества.
Умер 04.12.1979. в Ленинграде.

## Роли
В репертуаре актёра более 150 ролей, лучшие работы:
- Пеклеванов «Бронепоезд 14-69» Вс. Иванова (1952)
- мистер Доррит «Крошка Доррит» Ч. Диккенса (1953)
- Доменико Сориано «Филумена Мартурано» Э. де Филиппо (1957)
- Оргон «Тартюф» Мольера (1961)
- Юлиус Сагамор «Миллионерша» Б.Шоу (1966)
- Тургенев «Эллегия» П. Павловского (1968)
- Рено-Пикар «Вызов забвению» Ж.Робера (1971)
- Барон «Маленькие трагедии» Пушкина (1975)